# Campo de San Pedro
Campo de San Pedro település Spanyolországban, Segovia tartományban. Campo de San Pedro Moral de Hornuez, Maderuelo, Alconada de Maderuelo, Riaguas de San Bartolomé, Fresno de Cantespino, Bercimuel és Cilleruelo de San Mamés községekkel határos. Lakosainak száma 259 fő (2024).

## Népesség
A település népessége az elmúlt években az alábbi módon változott:
| Lakosok száma | 384  | 354  | 359  | 375  | 345  | 290  | 265  | 238  | 251  | 259  |
|               | 2001 | 2004 | 2007 | 2009 | 2012 | 2014 | 2017 | 2019 | 2022 | 2024 |